# جاكسون ستيوارت (مخرج)
جاكسون ستيوارت (بالإنجليزية: Jackson Stewart)‏ هو مخرج أمريكي، ولد في 17 فبراير 1985 في توسان في الولايات المتحدة.

## وصلات خارجية
- جاكسون ستيوارت على موقع IMDb (الإنجليزية)
- جاكسون ستيوارت على موقع قاعدة بيانات الفيلم (الإنجليزية)